# ويليام وينتورث
ويليام تشارلز وينتورث (أغسطس 1790 - 20 مارس 1872) هو راعي أسترالي ومستكشف ومحرر صحيفة ومحامي وسياسيًا ومؤلف، أصبح أحد أغنى وأقوى الشخصيات في بدايات نيو ساوث ويلز الاستعمارية.
من خلال جريدته الأسترالية، وكمؤسس للرابطة الوطنية الأسترالية، كان وينتورث من أوائل المستعمرين الذين روجوا لشكل ناشئ من القومية الأسترالية. كان أيضًا من أبرز المدافعين عن نظام سياسي للحكم الذاتي في المستعمرات الأسترالية كان يسيطر عليه أصحاب الثروات من مالكي الأراضي، والذي سخر منه منتقدوه ووصفوه بـ «أرستقراطية بونييب».

## الولادة
وُلد ويليام تشارلز وينتورث على متن السفينة إتش إم إس سربريز قبالة ساحل المستوطنة الجزائية لجزيرة نورفولك في أغسطس 1790 لدارسي وينتورث وكاثرين كراولي. كانت والدته كاثرين مُدانة بينما كان والده، دارسي، عضوًا في عائلة وينتورث الأنجلو-إيرلندية الأرستقراطية، الذي تجنب الملاحقة القضائية لقطع الطريق بقبوله منصب مساعد الجراح في مستعمرة نيو ساوث ويلز.
نظرًا لكون والدته مجرمة وحملها به خارج إطار الزواج، فقد كان هناك ارتباك حول التاريخ الدقيق لميلاد ويليام وينتورث. ومع ذلك، اعترف والده به باعتباره الابن الشرعي وأصبح جزءًا من المجتمع الاستعماري كأحد أفراد عائلة وينتورث.

## النشأة
عندما كان صبيًا صغيرًا، انتقل ويليام وينتورث من جزيرة نورفولك إلى سيدني مع والديه وإخوانه الصغار في عام 1796. عاشت العائلة في باراماتا، حيث أصبح والده مالكًا للأراضي. توفيت والدته في عام 1800. في عام 1803، أرسِل ويليام وإخوته دورست وماثيو إلى إنجلترا لتلقي تعليمهم في مدرسة حصرية يديرها ألكسندر كرومبي في غرينتش.
فشل وينتورث في الالتحاق بكل من كلية شركة الهند الشرقية والأكاديمية العسكرية الملكية، ومع تراجع فرصه المهنية، عاد إلى سيدني في عام 1810. وأصبح فارسًا، حيث قاد حصان والده جيج للفوز في هايد بارك في أول سباق رسمي للخيول على الأراضي الأسترالية.
في عام 1811، عُيّن القائم بأعمال نائب المارشال من قبل الحاكم لاتشلان ماكواري، ومنح 710 هكتار من الأراضي الرئيسية على طول نهر نيبين الذي أطلق عليه وينتورث اسم فيرمونت.

## عبور الجبال الزرقاء
في عام 1813، قاد وينتورث، مع جريجوري بلاكسلاند وويليام لوسون، البعثة التي وجدت طريقًا عبر الجبال الزرقاء غرب سيدني وفتحت أراضي الرعي في نيو ساوث ويلز الداخلية. احتفظ وينتورث بدفتر يوميات الاستكشاف الذي يبدأ بوصف اليوم الأول من الرحلة:
«في الحادي عشر من مايو، تركت مجموعتنا المكونة من السيد جريجوري بلاكسلاند والملازم لوسون وأنا مع أربعة خدام مزرعة السيد جريجوري بلاكسلاند في ساوث كريك وفي التاسع والعشرين من شهر يونيو انحدرنا من الجبل إلى أراضي الغابات بعد أن سافرنا تقريبًا حوالي 60 ميلًا».
في دفتر يوميات يصف وينتورث المناظر الطبيعية التي كانوا يستكشفونها:
«بلد بهذا الوصف الفريد يمكن في رأيي إنتاجه فقط من خلال اضطراب قوي في الطبيعة».
تحتفل بلدة وينتورث فولز في الجبال الزرقاء تحتفل بدوره في الرحلة الاستكشافية. كمكافأة حصل على 4 كيلومتر متربع أخرى.
في عام 1814، واصل وينتورث أسلوب حياته المغامر بالانضمام إلى سفينة كمبرلاند المصنوعة من خشب الصندل إلى جنوب المحيط الهادئ نبقيادة الكابتن فيليب جودنو. وصلت هذه السفينة إلى راروتونجا حيث أدى الصراع مع السكان المحليين إلى مقتل خمسة من أفراد الطاقم. كاد وينتورث أن يُقتل ولكن بمساعدة مسدس، تمكن من الفرار إلى كمبرلاند التي أبحرت عائدة إلى سيدني.

## الدراسة في إنجلترا
عاد وينتورث إلى إنجلترا عام 1816 حيث درس القانون في كليتي المجدلية وبيترهاوس في جامعة كامبريدج. أصبح محاميًا وقُبل في نقابة المحامين عام 1822.
شارك في المساعي الأدبية، ونشر عددًا من الأعمال البارزة. أحدث ضجة خفيفة في عام 1816 من خلال نشر قصيدة ساخرة مجهولة تهاجم الملازم حاكم نيو ساوث ويلز، جورج مولي. في عام 1819 نشر كتابًا بعنوان: وصف إحصائي وتاريخي وسياسي لمستعمرة نيو ساوث ويلز والمستوطنات التابعة لها في أرض فان ديمن. دعا وينتورث في هذا الكتاب إلى جمعية منتخبة لنيو ساوث ويلز، وحرية الصحافة، والمحاكمة أمام هيئة محلفين، وتسوية أستراليا من قبل المهاجرين الأحرار بدلًا من المدانين. كان الكتاب بمثابة مصدر المادة لأول مسرحية تدور أحداثها في أرض فان ديمن (تسمانيا حاليًا)، ميلودراما «مايكل هاو الإرهاب! من أرض فان ديمن»، والتي عُرضت لأول مرة في لندن عام 1821.
بين الدراسة والكتابة، سافر وينتورث أيضًا إلى أوروبا، وقضى معظم وقته في باريس. لقد صاغ فكرة عن ترسيخ نفسه كزعيم لأرستقراطية رعوية في نيو ساوث ويلز وحاول ترتيب زواجه من إليزابيث ماكارثر، ابنة المستعمر صاحب النفوذ الكبير جون ماكارثر. ومع ذلك، فشل وينتورث في هذه المحاولة بعد جدال مع بطريرك ماكارثر حول أسلافه المدانين وديونه.

## مستعمر مؤثر في نيوساوث ويلز
عاد وينتورث إلى سيدني عام 1824، برفقة زميله المحامي روبرت واردل. قام بحملة نشطة لإدخال الحكم الذاتي والمحاكمة من قبل هيئة محلفين في المستعمرة من خلال إنشاء صحيفة واردل الأسترالية، وهي أول صحيفة مملوكة للقطاع الخاص في المستعمرة. مع افتتاحية تميل إلى حقوق المدانين السابقين (المعروفين باسم التحرريين)، كانت الصحيفة في صراع متكرر مع الحاكم رالف دارلينغ، الذي حاول دون جدوى حظرها في عام 1826. أصبح وينتوورث أيضًا مديرًا لبنك نيو ساوث ويلز عام 1825.
في عام 1827، توفي والد وينتورث، دارسي وينتورث، وورث ويليام الكثير من أصوله وممتلكاته ذات القيمة العالية، ليصبح أحد أغنى الرجال في المستعمرة. اشترى أرضًا في شرق سيدني في فوكلوز وبنى قصرًا اسمه فوكلوز هاوس. حصل وينتورث أيضًا على ممتلكات في هومبوش وفي عام 1827 حصل على منحة قدرها 12000 فدان من الأراضي الرئيسية على طول نهر هانتر في لاسكنتاير.

### مالك أراضي قوي
وسع وينتورث ممتلكاته، وحصل على تراخيص رعي كبيرة في جميع أنحاء نيو ساوث ويلز. في عام 1832 استحوذ على أرض في سهول جامون وفي عام 1836 اشترى ملكية ويندرمير لتوسيع ممتلكاته في نهر هانتر. في ثلاثينيات القرن التاسع عشر، شكل شراكات مع الكابتن توماس رين وجون كريستي في الاستيلاء على الأرض على طول نهر ماكواري من نارومين إلى هادون ريج. في أربعينيات القرن التاسع عشر استحوذ مع جون تشارلز لويد على قطع ضخمة أخرى من الأراضي على طول نهر ناموي وفي مانيلا. في منطقة نهر مورومبيدجي، وظف وينتورث أوغسطس موريس لإنشاء تراخيص ضخمة لامتلاك الأراضي باسمه.
كانت بعض هذه الممتلكات هائلة واشتهرت بأنها محطات الأغنام والماشية ذات القيمة العالية. وشملت هذه الممتلكات يانكو التي تبلغ مساحتها 120 ألف فدان، ومحطة تالا التي تبلغ مساحتها 200 ألف فدان، وممتلكات ماشية وامبيانا وممتلكات غالاثرا وبوربورغيت. كان وينتورث قادرًا على الحصول على معظم هذه التراكمات الهائلة من الأراضي مقابل رسم سنوي قدره 10 جنيهات إسترلينية فقط، وبعد تسجيلها، كان قادرًا على بيع العقارات لتحقيق ربح كبير.

### سياسي محافظ
خلال ثلاثينيات القرن التاسع عشر واصل وينتورث الترويج لمثله المعلنة للهجرة الحرة، والمحاكمة أمام هيئة محلفين، وحقوق التحرريين والتمثيل المنتخب. ولتعزيز هذه الأهداف أسس وينتورث والمحكوم السابق ويليام بلاند في عام 1835 ما يُعتقد أنه أول حزب سياسي في أستراليا أطلقا عليه اسم الجمعية الوطنية الأسترالية. وبحلول عام 1840 تغير المناخ السياسي في نيو ساوث ويلز وأصبح وينتورث أحد أغنى وأقوى ملاك الأراضي في المستعمرة، وأصبحت آراؤه محافظة للغاية.
في عام 1842 أقرت الحكومة البريطانية قانون الدستور لنيو ساوث ويلز الذي سمح للممثلين المنتخبين بأن يفوقوا عدد الذين رشحهم التاج في المجلس التشريعي لنيو ساوث ويلز. وفي العام التالي جرى انتخاب 24 عضوًا من قبل المواطنين الذكور المؤهلين من أصحاب الأراضي في المستعمرة. على الرغم من أن هذه التغييرات بدت وكأنها تضفي طابعًا ديمقراطيًا على الحكم في نيو ساوث ويلز، إلا أنها في الواقع زادت بشكل ملحوظ من تأثير الأثرياء من أصحاب الأراضي المستملكة بسبب الشرط الأساسي لامتلاك ما لا يقل عن 2000 جنيه إسترليني من الأرض لكي تكون مرشحًا. وجرى انتخاب وينتورث لعضوية المجلس في عام 1843 عن مدينة سيدني وسرعان ما أصبح زعيمًا للحزب المحافظ المعارض للأعضاء ذوي العقلية الليبرالية بقيادة تشارلز كوبر.